# For a Minor Reflection
For a Minor Reflection est un groupe islandais de post-rock, originaire de Reykjavik. Bien qu'auto-produit, le groupe parvient à se faire remarquer par la presse nationale et internationale,,,.

## Historique

### Débuts et premier album (2005–2008)
Le groupe est initialement formé en 2005 comme groupe de blues. Il est constitué de quatre jeune islandais de 20 ans, Kjartan Holm (guitare/piano, frère de Georg Holm bassiste de Sigur Ros), Guðfinnur Sveinsson (guitare/piano), Elvar Jón Guðmundsson (basse) et Andri Freyr Þorgeirsson (batterie). Leur musique est décrite comme de plus en plus énergétique et mélodique au fur et à mesure qu'ils progressent dans leur composition post-rock. Leurs performances scéniques ont été maintes fois saluées et ils ont même été souvent comparés à des groupes comme Explosions in the Sky et Godspeed You! Black Emperor En 2007, le groupe islandais Sigur Rós les a qualifié de « groupe ayant un plus gros potentiel que Mogwai ».
Ils commencent par être un duo de hard rock dans un petit garage de Vesturbærinn, près de Reykjavik, puis devinrent un trio de rock indépendant qui ne dura que très peu de temps. Un nouveau virage les fit quatuor blues avec l'arrivée de Guðfinnur « Guffi » Sveinsson. Kjartan Holm and Guðfinnur Sveinsson se rencontrèrent à une fête de lycée qui se termina en partie de strip poker dans la maison de Kjartan. Il est alors décidé que Guðfinnur viendrait le lendemain à la répétition du groupe pour jouer du clavier. Rapidement, le groupe fut confronté au fait qu'aucun d'entre eux ne chantait. Ils se définirent alors pendant un temps comme un groupe de reprise des Pink Floyd avant d'enfin composer leurs propres morceaux et de devenir le genre de groupe qu'ils sont à cette période, c'est-à-dire un quatuor post-rock. Le nom du groupe n'a pas de signification particulière, Kjartan voulait juste y inclure « reflection » et qu'il soit long. Depuis leurs débuts, For a Minor Reflection n'a de cesse de donner des petits concerts dans des bars et des cafés à Reykjavik. Ils jouennt également lors du Iceland Airwaves en 2007, et reçoivent de très bonnes réactions de la part du public. Après cela, de nombreux groupes à travers le monde ont pris contact avec eux. En début avril 2008, ils purent faire une tournée d'environ deux semaines avec sept prestations à travers les États-Unis ainsi que trois au Canada.
Les quatre de For a Minor Reflection enregistrent et sortent leur premier album auto-produit, intitulé Reistu þig við, sólin er komin á loft... (en français : « Lève-toi et brille, le soleil revient... »). L'album contient six pistes audio couvrant une heure d'écoute purement instrumentale, et tout cela enregistré en seulement une semaine. La pochette est réalisée par le batteur Jóhannes Ólafsson et le soleil levant devient l'emblème du groupe. Les morceaux sont pourtant très mélancolique et le groupe avoue d'ailleurs ne jamais écrire en été, lorsque le soleil brille toute la journée en Islande, préférant les humeurs sombres et l'obscurité de l'hiver pour composer.

### Höldum í átt að óreiðu(depuis 2008)
For a Minor Reflection assure la première partie de Sigur Rós, lors de leur tournée de quatorze dates en Europe entre octobre et novembre 2008, qui leur permet de se faire un certain nom et d'obtenir la reconnaissance du public hors d'Islande.
Le groupe s'attaque alors à la composition d'un second album qui malgré les rumeurs de chant, restera instrumental. Les morceaux sont toutefois d'un nouveau genre, d'un format plus réduit et intégrant par exemple du piano, notamment sur Dansi Dans où Kjartan et Guðfinnur jouent à quatre mains en concert (concluant toujours leur prestation d'un high five final). Enregistré à Sundlaugin, le studio de Sigur Ros, en août et septembre 2009 avec le producteur américain Scott Hackwith, l'album Höldum í átt að óreiðu (en français : « Se dirigeant vers le chaos ») sort en septembre 2010. La pochette est réalisée par l'artiste islandais Aron Reyr. Après l'enregistrement, Jóhannes Ólafsson quitte le groupe pour se consacrer à ses études et est remplacé par Andri Freyr Þorgeirsson, un ami proche. Fort de ses premiers succès, le groupe peut désormais tourner seul à travers l'Europe et l'Amérique du Nord.

## Discographie
- 2007 : Reistu þig við, sólin er komin á loft...
- 2010 : Höldum í átt að óreiðu